# Fuimus, Non Sumus...
Fuimus, Non Sumus... è il secondo album in studio del gruppo musicale Comatose Vigil, pubblicato nel 2011.

## Tracce
1. Fuimus, Non Sumus... – 27:52
2. Autophobia – 23:14
3. The Day Heaven Wept – 24:28

## Formazione

### Gruppo
- ViG'iLL – chitarra, basso
- A.K. iEzor – batteria, voce
- Zigr – tastiere